# Boříkovský potok
Boříkovský potok je drobný vodní tok v okrese Třebíč. Pramení přibližně dva kilometry západně od Boříkovského dvora a vlévá se do Rouchovanky v Rouchovanech. Délka toku je přibližně 10–11 km.[zdroj⁠?!]
Do Boříkovského potoka se vlévá Přešovický potok. Na Přešovickém potoce jsou dva rybníky Přešovický rybník a bezejmenný rybník. Na Boříkovském potoce leží čtyři rybníky: Boříkovský rybník, rybník Stejskal, sádky v Rouchovanech a rybníček u Lihovaru.